# سجن جوليت

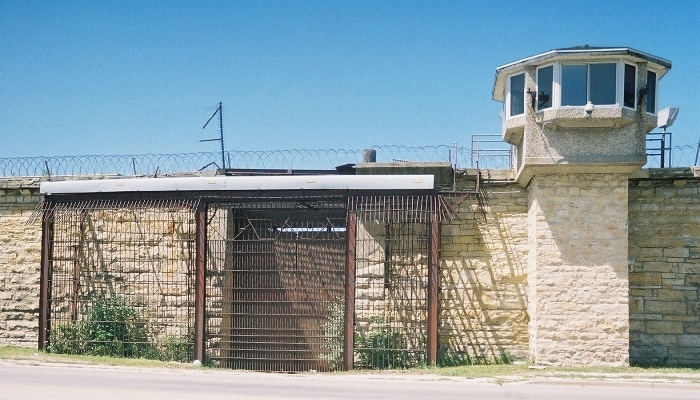
البوابة الشرقية للسجن

مركز إصلاحية فوكس ريفر (بالإنجليزية: Joliet Correctional Center؛ ويسمى سجن جوليت: Joliet Prison) هو سجن كان في جوليت في إلينوي في الولايات المتحدة في الفترة ما بين 1858-2002. مر في فيلم الأخوة بلوز كسجن يخرج منه جاك بلوز في بداية الفيلم. مر السجن أيضا في الموسم الأول من مسلسل شبكة فوكس التلفزيونية بريزون بريك.

سجن جوليت من الجنوب.

## وصلات خارجية
- سجين جوليت في غوغل مابز.